# سالبوت

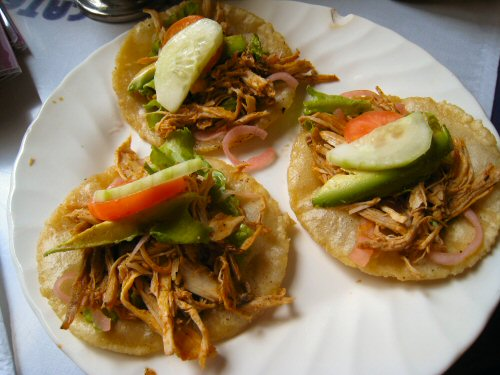
سالبوت

سالبوت (اسپانیایی: Salbut‎) نوعی تورتیای پف‌کرده سرخ‌شده‌است که درونش با کاهو، برش‌های آووکادو، گوشت مرغ یا بوقلمون، گوجه‌فرنگی یا ترشی پیاز قرمز پر می‌شود. خاستگاه این غذا شبه‌جزیره یوکاتان است و یکی از غذهای اصلی کشور بلیز محسوب می‌شود.